# Canton des Pieux
Le canton des Pieux est une division administrative française, située dans le département de la Manche et la région Normandie.
À la suite du redécoupage cantonal de 2014, les limites territoriales du canton sont remaniées. Le nombre de communes du canton passe de 15 à 29.

## Histoire
De 1833 à 1848, les cantons des Pieux et de Beaumont avaient le même conseiller général. Le nombre de conseillers généraux était limité à trente par département.
Par décret du 25 février 2014, le nombre de cantons du département est divisé par deux, avec mise en application aux élections départementales de mars 2015. Le canton des Pieux est conservé et s'agrandit. Il passe de 15 à 29 communes.

## Économie
Traditionnellement rural, le canton des Pieux a toujours abrité une petite activité industrielle autour du port de Diélette qui a été un port de pêche et de commerce actif entre le XVIIe et le XIXe siècle, notamment avec la carrière de granite de Flamanville et des îles Anglo-Normandes, ainsi que la mine sous-marine de fer, exploitée entre 1856 et 1951, et fermée en 1962.
Le canton connaît une très importante croissance démographique et économique avec la construction de la centrale nucléaire de Flamanville ouverte en 1985. Cette croissance devrait se poursuivre avec le chantier de l'EPR (réacteur de nouvelle génération) sur le même site de Flamanville.
Fort de la manne financière de cette industrie (EDF emploie aujourd'hui 670 agents et verse 13 millions d'euros à la communauté de communes des Pieux et à Flamanville), les communes s'unissent rapidement autour d'un district. Ces fonds ont permis d'importants travaux et la mise en place d'équipements tels que l'école de musique des Pieux, une piscine, une réfection du centre-ville du chef-lieu. Ceux-ci ne se sont pas faits sans erreurs, tels l'échec de la construction de serres ou la restructuration du port Diélette, littéralement défiguré par l'édification d'un port de plaisance de surcroît difficile d'accès. Le canton s'appuie également sur le tourisme à travers le port de plaisance de Diélette et ses relations avec les îles Anglo-Normandes, mais aussi avec les sports nautiques (char à voile, surf...) le long des plages formant l'anse de Sciotot. Le chef-lieu, Les Pieux, est un centre attractif important, principalement en raison de sa place géographique centrale au sein du canton, mais aussi grâce à sa situation de pôle commerçant particulièrement animé, principalement le vendredi, jour de marché.

## Représentation

### Conseillers d'arrondissement (de 1833 à 1940)
Le canton des Pieux avait deux conseillers d'arrondissement.
| Période                                  | Période      | Identité                           | Étiquette   | Qualité |
| ---------------------------------------- | ------------ | ---------------------------------- | ----------- | --- |
| 1833                                     | 1841 (décès) | Jacques Pierre Grisel (1781-1841)  |             | Propriétaire, maire de Pierreville                                                                          |
| 1833                                     | 1839 (décès) | Jean Charles Mabire (1781-1839)    |             | Propriétaire à Grosville                                                                                    |
| 1839                                     | 1848         | Jean Baptiste Hamel-Dumilly        |             | Propriétaire à Grosville                                                                                    |
| 1842                                     | 1845         | Jacques Antoine Lenoir (1791-1854) |             | Juge de paix aux Pieux, propriétaire à Siouville                                                            |
| 1845                                     | 1848         | François Marie Lauchon             |             | Maire des Pieux                                                                                             |
|                                          |              |                                    |             | |
| 1871                                     | 1885 (décès) | François Houel-Desmonts            |             | Fermier à Benoîtville                                                                                       |
| 1871                                     |              | Jacquet Hamet-Dumilly              |             | Propriétaire à Saint-Germain-le-Gaillard                                                                    |
|                                          |              |                                    |             | |
| 1919                                     |              | Paul Lemière                       |             | Maire de Saint-Germain-le-Gaillard                                                                          |
| 1919                                     | 1937 (décès) | Auguste Bonamy (1858-1937)         | Républicain | Adjoint au maire de Héauville                                                                               |
| 1931                                     | 1940         | Samson Vautier                     | RG          | Maire de Saint-Germain-le-Gaillard                                                                          |
| juil. 1937                               | 1940         | Albert Picquenot (1894-1958)       |             | Maire des Pieux (1930-1947)                                                                                 |
| 1940                                     |              |                                    |             | Les conseils d'arrondissement ont été suspendus par la loi du 12 octobre 1940 et n'ont jamais été réactivés |
| Les données manquantes sont à compléter. |              |                                    |             | |

### Conseillers généraux de 1833 à 2015
| Période         | Période      | Identité                           | Étiquette                | Qualité |
| --------------- | ------------ | ---------------------------------- | ------------------------ | --- |
| 1833            | 1836         | Alexandre Lebuhotel                |                          | Négociant en vins à Cherbourg |
| 1836            | 1839         | Nicolas Noël-Agnès                 | Droite monarchiste       | Député (1849-1851), maire de Cherbourg, conseiller d'arrondissement du canton de Cherbourg, sous-préfet                                     |
| 1839            | 1845         | Hippolyte Alphonse Quénault        | Majorité ministérielle   | Avocat, membre du Conseil d'État, député (1837-1841, 1846-1848), procureur général à la Cour de cassation                                   |
| 1845            | 1848         | Jacques Antoine Lenoir (1791-1854) |                          | Juge de paix aux Pieux |
| 1848            | 1858         | François-Marie Lanchon             |                          | Médecin, juge de paix |
| 1858            | 1870         | Jean-Israël-Désiré Gilles          |                          | Régisseur, maire de Flamanville |
| 1871            | 1889         | Comte Hervé de Sesmaisons          | Républicain              | Ministre plénipotentiaire, officier d'Académie                                                                                              |
| 1889            | 1907         | Albert-Marie-Alexandre Bonamy      | Républicain Progressiste | Maire des Pieux |
| 1907            | 1909 (décès) | Auguste-François-Alexandre Poret   | Républicain              | Médecin, maire des Pieux |
| 1909            | 1919         | Henry de Beaudrap (1873-1953)      | RG                       | Maire de Sotteville |
| 1919            | 1940         | André Rostand                      | URD                      | Officier, maire de Flamanville, nommé membre de la Commission administrative départementale en 1941, nommé conseiller départemental en 1943 |
|                 |              |                                    |                          | |
| 1945            | 1966 (décès) | Louis Boisroux                     | MRP                      | Médecin, maire des Pieux |
| 22 janvier 1967 | 1982         | René Lescalier                     | DVD                      | Pâtissier, maire des Pieux |
| 1982            | 1994         | Henri Varin                        | DVD                      | Ouvrier retraité, maire de Flamanville (1963-1983)                                                                                          |
| 1994            | 2001         | Jean-Michel Gras                   | RPR                      | Médecin généraliste aux Pieux |
| 2001            | 2015         | François Rousseau                  | DVG                      | Médecin, conseiller municipal de Flamanville                                                                                                |

Aux élections cantonales de mars 2001, François Rousseau (divers gauche) bat le conseil sortant Jean-Michel Gras (RPR) avec 55,73 % des suffrages. Il est réélu en 2008 avec 68,77 % des voix
Avant les élections législatives de 2012, le canton participe à l'élection du député de la quatrième circonscription de la Manche, de la troisième après le redécoupage des circonscriptions.

### Conseillers départementaux à partir de 2015
| Période élective | Période élective | Mandat | Mandat   | Identité          | Nuance | Nuance | Qualité |
| ---------------- | ---------------- | ------ | -------- | ----------------- | ------ | ------ | --- |
| 2015             | 2021             | 2015   | 2021     | Frédérique Boury  |        | DVG    | Chargée de mission au sein de l'office de tourisme communautaire de la Côte-des-Isles, Saint-Lô-d'Ourville |
| 2015             | 2021             | 2015   | 2021     | François Rousseau |        | DVG    | Conseiller municipal de Flamanville                                                                        |
| 2021             | 2028             | 2021   | en cours | Frédérique Boury  |        | DVG    | Maire de Port-Bail-sur-Mer (depuis juin 2023)                                                              |
| 2021             | 2028             | 2021   | en cours | Benoît Fidelin    |        | DVG    | Retraité, maire d'Héauville (depuis 2020)                                                                  |

### Résultats détaillés

#### Élections de mars 2015
À l'issue du 1er tour des élections départementales de 2015, deux binômes sont en ballottage : Frédérique Boury et François Rousseau (DVG, 36,55 %) et Stéphane Pinabel et Odile Thominet (UDI, 28,13 %). Le taux de participation est de 49 % (8 150 votants sur 16 633 inscrits) contre 50,67 % au niveau départemental et 50,17 % au niveau national.
Au second tour, Frédérique Boury et François Rousseau (DVG) sont élus avec 55,25 % des suffrages exprimés et un taux de participation de 45,66 % (3 817 voix pour 7 593 votants et 16 631 inscrits).

#### Élections de juin 2021
Le premier tour des élections départementales de 2021 est marqué par un très faible taux de participation (33,26 % au niveau national). Dans le canton des Pieux, ce taux de participation est de 31,21 % (5 433 votants sur 17 408 inscrits) contre 32,67 % au niveau départemental. À l'issue de ce premier tour, deux binômes sont en ballottage : Frédérique Boury et Benoît Fidelin (DVG, 45,21 %) et Sophie Caublot et Jacques Lepetit (Divers, 35,39 %).
Le second tour des élections est marqué une nouvelle fois par une abstention massive équivalente au premier tour. Les taux de participation sont de 34,36 % au niveau national, 32,63 % dans le département et 31,08 % dans le canton des Pieux. Frédérique Boury et Benoît Fidelin (DVG) sont élus avec 58,71 % des suffrages exprimés (2 942 voix pour 5 412 votants et 17 412 inscrits),,. 

## Composition

### Composition avant 2015

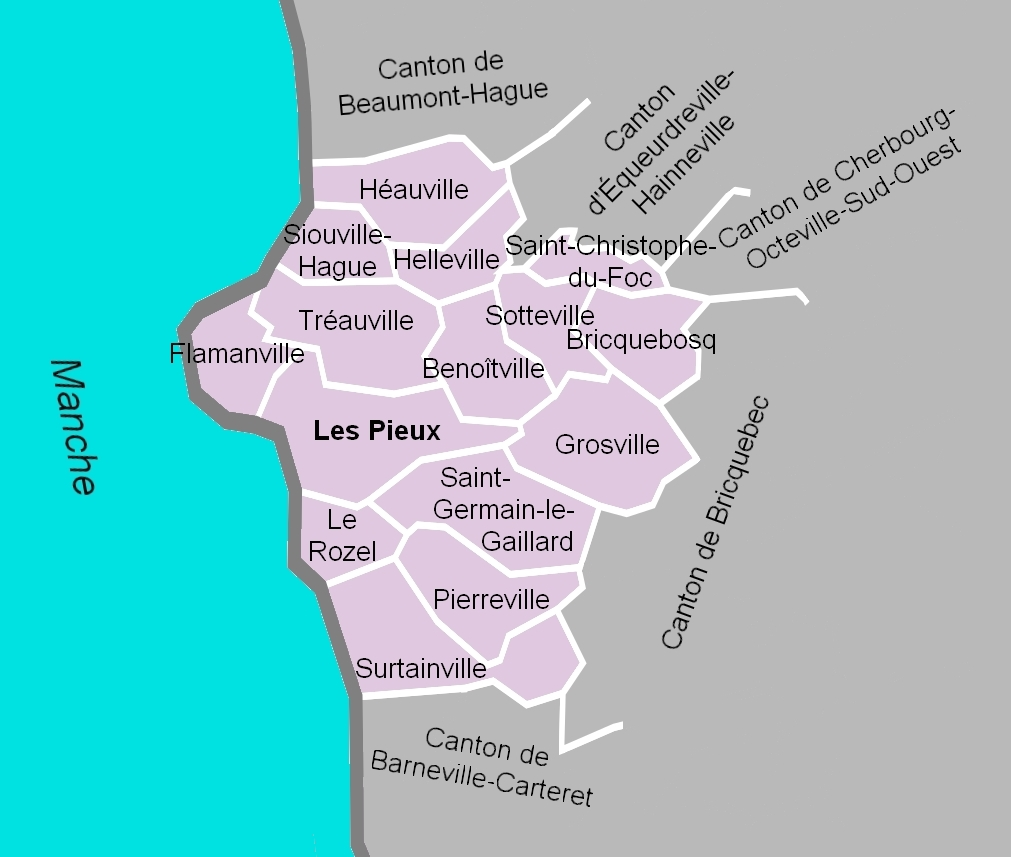
La carte des communes de l'ancien canton, situé sur le littoral de la Manche. Les cantons limitrophes étaient ceux de Beaumont-Hague, d'Équeurdreville-Hainneville, de Cherbourg-Octeville-Sud-Ouest, de Bricquebec et de Barneville-Carteret.

Le canton des Pieux regroupait quinze communes.
| Nom                       | Code Insee | Codepostal | Superficie (km2) | Population (dernière pop. légale) | Densité (hab./km2) |
| ------------------------- | ---------- | ---------- | ---------------- | --------------------------------- | ------------------ |
| Les Pieux (chef-lieu)     | 50402      | 50340      | 15,25            | 3 404 (2012)                      | 223                |
| Benoîtville               | 50045      | 50340      | 8,29             | 606 (2012)                        | 73                 |
| Bricquebosq               | 50083      | 50340      | 8,05             | 555 (2012)                        | 69                 |
| Flamanville               | 50184      | 50340      | 7,22             | 1 739 (2012)                      | 241                |
| Grosville                 | 50222      | 50340      | 13,15            | 754 (2012)                        | 57                 |
| Héauville                 | 50238      | 50340      | 10,83            | 494 (2012)                        | 46                 |
| Helleville                | 50240      | 50340      | 5,88             | 475 (2012)                        | 81                 |
| Pierreville               | 50401      | 50340      | 10,11            | 739 (2012)                        | 73                 |
| Le Rozel                  | 50442      | 50340      | 5,52             | 279 (2012)                        | 51                 |
| Saint-Christophe-du-Foc   | 50454      | 50340      | 3,58             | 414 (2012)                        | 116                |
| Saint-Germain-le-Gaillard | 50480      | 50340      | 13,83            | 736 (2012)                        | 53                 |
| Siouville-Hague           | 50576      | 50340      | 6,37             | 1 087 (2012)                      | 171                |
| Sotteville                | 50580      | 50340      | 6,13             | 503 (2012)                        | 82                 |
| Surtainville              | 50585      | 50270      | 14,61            | 1 222 (2012)                      | 84                 |
| Tréauville                | 50604      | 50340      | 12,84            | 719 (2012)                        | 56                 |

Situation de l'ancien territoire du canton dans l'arrondissement de Cherbourg.

À la suite du redécoupage des cantons pour 2015, toutes les communes sont à nouveau rattachées au canton des Pieux auquel s'ajoutent les quatorze communes du canton de Barneville-Carteret.
Contrairement à beaucoup d'autres cantons, le canton des Pieux n'incluait aucune commune supprimée depuis la création des communes sous la Révolution.

### Composition après 2015
Le canton des Pieux comprenait vingt-neuf communes entières à sa création. Les neuf communes constituées provenaient du canton de Barneville-Carteret[pas clair].
À la suite de la création le 1er janvier 2020 de la commune nouvelle Port-Bail-sur-Mer dont les communes de Portbail et Saint-Lô-d'Ourville deviennent déléguées et au décret du 5 mars 2020 la rattachant entièrement au canton des Pieux, le nombre de communes entières passe à 28.
| Nom                               | Code Insee | Intercommunalité | Superficie (km2) | Population (dernière pop. légale) | Densité (hab./km2) | Modifier                                    |
| --------------------------------- | ---------- | ---------------- | ---------------- | --------------------------------- | ------------------ | ------------------------------------------- |
| Les Pieux (bureau centralisateur) | 50402      | CA du Cotentin   | 15,25            | 3 266 (2022)                      | 214                | modifier les données · modifier les données |
| Barneville-Carteret               | 50031      | CA du Cotentin   | 10,29            | 2 181 (2022)                      | 212                | modifier les données · modifier les données |
| Baubigny                          | 50033      | CA du Cotentin   | 6,41             | 134 (2022)                        | 21                 | modifier les données · modifier les données |
| Benoîtville                       | 50045      | CA du Cotentin   | 8,29             | 612 (2022)                        | 74                 | modifier les données · modifier les données |
| Bricquebosq                       | 50083      | CA du Cotentin   | 8,05             | 638 (2022)                        | 79                 | modifier les données · modifier les données |
| Fierville-les-Mines               | 50183      | CA du Cotentin   | 7,44             | 349 (2022)                        | 47                 | modifier les données · modifier les données |
| Flamanville                       | 50184      | CA du Cotentin   | 7,22             | 1 682 (2022)                      | 233                | modifier les données · modifier les données |
| Grosville                         | 50222      | CA du Cotentin   | 13,15            | 804 (2022)                        | 61                 | modifier les données · modifier les données |
| La Haye-d'Ectot                   | 50235      | CA du Cotentin   | 7,32             | 285 (2022)                        | 39                 | modifier les données · modifier les données |
| Héauville                         | 50238      | CA du Cotentin   | 10,83            | 462 (2022)                        | 43                 | modifier les données · modifier les données |
| Helleville                        | 50240      | CA du Cotentin   | 5,88             | 563 (2022)                        | 96                 | modifier les données · modifier les données |
| Le Mesnil                         | 50299      | CA du Cotentin   | 3,45             | 204 (2022)                        | 59                 | modifier les données · modifier les données |
| Les Moitiers-d'Allonne            | 50332      | CA du Cotentin   | 17,21            | 730 (2022)                        | 42                 | modifier les données · modifier les données |
| Pierreville                       | 50401      | CA du Cotentin   | 10,11            | 759 (2022)                        | 75                 | modifier les données · modifier les données |
| Port-Bail-sur-Mer                 | 50412      | CA du Cotentin   | 38,50            | 2 522 (2022)                      | 66                 | modifier les données · modifier les données |
| Le Rozel                          | 50442      | CA du Cotentin   | 5,52             | 244 (2022)                        | 44                 | modifier les données · modifier les données |
| Saint-Christophe-du-Foc           | 50454      | CA du Cotentin   | 3,58             | 412 (2022)                        | 115                | modifier les données · modifier les données |
| Saint-Georges-de-la-Rivière       | 50471      | CA du Cotentin   | 3,79             | 253 (2022)                        | 67                 | modifier les données · modifier les données |
| Saint-Germain-le-Gaillard         | 50480      | CA du Cotentin   | 13,83            | 795 (2022)                        | 57                 | modifier les données · modifier les données |
| Saint-Jean-de-la-Rivière          | 50490      | CA du Cotentin   | 3,57             | 366 (2022)                        | 103                | modifier les données · modifier les données |
| Saint-Maurice-en-Cotentin         | 50522      | CA du Cotentin   | 7,46             | 248 (2022)                        | 33                 | modifier les données · modifier les données |
| Saint-Pierre-d'Arthéglise         | 50536      | CA du Cotentin   | 5,36             | 169 (2022)                        | 32                 | modifier les données · modifier les données |
| Sénoville                         | 50572      | CA du Cotentin   | 7,22             | 191 (2022)                        | 26                 | modifier les données · modifier les données |
| Siouville-Hague                   | 50576      | CA du Cotentin   | 6,37             | 936 (2022)                        | 147                | modifier les données · modifier les données |
| Sortosville-en-Beaumont           | 50577      | CA du Cotentin   | 10,24            | 302 (2022)                        | 29                 | modifier les données · modifier les données |
| Sotteville                        | 50580      | CA du Cotentin   | 6,13             | 483 (2022)                        | 79                 | modifier les données · modifier les données |
| Surtainville                      | 50585      | CA du Cotentin   | 14,61            | 1 169 (2022)                      | 80                 | modifier les données · modifier les données |
| Tréauville                        | 50604      | CA du Cotentin   | 12,84            | 727 (2022)                        | 57                 | modifier les données · modifier les données |
| Canton des Pieux                  | 5017       |                  | 269,92           | 21 486 (2022)                     | 80                 | modifier les données                        |

## Démographie

### Démographie avant 2015
| 1962  | 1968  | 1975  | 1982  | 1990   | 1999   | 2006   | 2011   | 2012   |
| ----- | ----- | ----- | ----- | ------ | ------ | ------ | ------ | ------ |
| 8 476 | 7 978 | 7 333 | 9 637 | 11 709 | 12 179 | 12 711 | 13 739 | 13 726 |

### Démographie depuis 2015
En 2022, le canton comptait 21 486 habitants, en évolution de +2,29 % par rapport à 2016 (Manche : −0,31 %, France hors Mayotte : +2,11 %).
| 2013   | 2018   | 2022   |
| ------ | ------ | ------ |
| 21 256 | 20 964 | 21 486 |